# Bandera basca

Ikurriña amb les proporcions originals del disseny dels germans Arana

La ikurriña (o ikurrina, que en basc es pronuncia igual que l'anterior) és la bandera del País Basc. Des de 1979 també és la bandera de la Comunitat Autònoma Basca.

## Construcció i dimensions
Pel que fa a les seves proporcions, es tracta d'un rectangle l'alçada del qual és el 56 % de la llargada; l'amplada de les bandes que conformen l'aspa i la creu són iguals entre si, i representen el 8,6% de l'amplada total de la base.

### Colors
Els colors venen especificats en el model Pantone.
| Model de color | Vermell vermelló  | Verd viu    | Blanc         |
| -------------- | ----------------- | ----------- | ------------- |
| Pantone        | 485C o Warm Red U | 347C o 355U | Blanc         |
| CMYK           | 0-81-87-15        | 100-0-56-40 | 0-0-0-0       |
| RGB            | 218, 41, 28       | 0, 154, 68  | 255, 255, 255 |
| HTML           | #DA291C           | #009A44     | #FFFFFF       |

## Història
Fou creada el 1894 pels germans Luis i Sabino Arana (el fundador del Partit Nacionalista Basc), i en un principi corresponia, dins de la sèrie de banderes que varen dissenyar, a la que identificava el territori de Biscaia. Posteriorment passà a representar tot el País Basc, o com en el seu moment es denominava, Euzkadi (les set províncies, és a dir, Àlaba, Biscaia, Guipúscoa, Navarra, Baixa Navarra, Zuberoa i Lapurdi). Amb la constitució de la Comunitat Autònoma del País Basc, o Euskadi, s'adoptà com a bandera oficial d'aquesta.
Segons explicava Arana (per exemple, el 1895, dit per un personatge biscaí en La bandera fenicia Arxivat 2007-05-01 a Wayback Machine.), qui va dissenyar la bandera es va basar en l'escut de Biscaia:
té un fons vermell, color del senyoriu de Biscaia i, segons Arana, color de l'antic fons de l'escut. Sobre aquest fons, se superposa una aspa verda, símbol de l'apòstol sant Andreu, patró de Biscaia en aquells temps, presa de les set creus de la bordura de l'escut. Simbolitzaria la independència biscaïna per haver arribat el dia de sant Andreu la victòria d'Arrigorriaga contra els lleonesos.
A la creu de sant Andreu, se li superposa una creu blanca, símbol de la religió catòlica, com la que apareix inserida al roure de l'escut. Aquest ordre en la col·locació de les creus significava que la legislació biscaïna havia de "supeditar-se en un tot a les lleis religioses i morals".
El conjunt recorda la bandera britànica, i potser la semblança no sigui causal, ja que Arana professava una gran admiració per Escòcia, la bandera del qual és també una aspa de sant Andreu, blanca sobre un fons blau. Una altra interpretació afirma que l'aspa verda representa l'arbre de Gernika i la conjunció de les línies horitzontals, verticals i diagonals sobre el fons vermell, l'escut de Navarra.
El mot ikur'iña és també creació d'Arana, un neologisme procedent d'ikur ('símbol' en basc) que pretenia traduir al basc la castellana bandera (comparable també amb la veu catalana senyera). En la pràctica s'usava només, tant en castellà com en basc, per a referir-se a aquesta ensenya en concret. Actualment, les grafies més comunes són ikurriña en castellà i ikurrin(a) en basc.
Arana va dissenyar esborranys de banderes per a altres territoris bascos, però no s'arribaren a difondre. La ikurriña, inicialment símbol de Biscaia per l'entorn jeltzale, es convertí en uns anys en símbol del País Basc, arraconant símbols més antics com el lauburu o l'arrano beltza (àliga negra) del Regne de Navarra.
S'adoptà com a ensenya oficial del País Basc el 1934, però fou il·legalitzada pel govern militar espanyol sorgit del cop d'estat contra la legalitat republicana el 1936. Durant el govern del dictador Francisco Franco la seva exhibició va ser durament perseguida a Espanya, la qual cosa va convertir-la en un símbol antifranquista i la popularitzà encara més.
Durant els inicis de la transició espanyola després de la mort del dictador Franco, la seva exhibició continuava sent castigada en algunes ocasions, però va relaxar-se la pressió. Per exemple, el 5 de desembre del 1976, a l'inici d'un partit de futbol entre la Reial Societat de Sant Sebastià i l'Athletic Club de Bilbao, els capitans d'ambdós equips eixiren al camp duent una ikurriña, sense ser detinguts. El 19 de gener del 1977 va tornar a permetre's el seu ús a Espanya, i en el 1979 l'estatut de la Comunitat Autònoma Basca la reconegué com la bandera oficial.

Bandera de Saint-Pierre i Miquelon

La bandera és emprada pels nacionalistes bascos arreu del País Basc.

## A Navarra
A la Comunitat Foral Navarra, principalment a la zona bascòfona, diversos ajuntaments lluïen la ikurriña a les seves façanes: el de Leiza, per exemple, ho feia des de la legalització de la bandera el 1977. Aquesta situació va canviar després que en el 2003 el Parlament de Navarra aprovés la Llei Foral de Símbols de Navarra. Aquesta llei obliga totes les entitats de l'Administració local de Navarra a lluir la bandera de Navarra a l'exterior de totes les seves seus i edificis de serveis públics, i també en despatxos i salons de plens corporatius i prohibeix que onegin més banderes que l'oficial de cada entitat local, la bandera oficial de Navarra, la d'Espanya, i la de la Unió Europea, excepte per protocol en actes d'agermanament o en visites oficials d'autoritats d'un altre país, comunitat autònoma o entitat local. Basant-se en aquesta llei, les autoritats forals denunciaren i demanaren la inhabilitació d'alcaldes que permetien la col·locació d'ikurriñes als edificis municipals.
Per aquesta raó, alguns ajuntaments navarresos recorregueren a convidar consellers de la comunitat autònoma del País Basc a les seves festes locals, i d'aquesta manera podien penjar legalment la ikurriña a les façanes de les cases consistorials. Altres ajuntaments navarresos col·loquen l'ensenya en un lloc públic destacat aliè al consistori, com es fa en diversos municipis de la Comunitat Autònoma Basca, on sí que és legal que la ikurriña onegi a la façana, però només quan es col·loca la bandera espanyola en un lloc preferent. Molts altres ajuntaments navarresos es limiten a fer onejar les banderes oficials.
La ikurriña és també un dels elements que apareixen en la bandera de Saint-Pierre i Miquelon, col·lectivitat d'ultramar de la República Francesa a Amèrica del Nord, representant la seva herència cultural basca.

Bandera de l'arrano beltza, proposada per representar a tots els territoris bascs

La bandera de l'arrano beltza no representa els bascs sinó el conjunt de territoris bascs. L'àguila negra o arrano beltza, es creu que fou el símbol de la dinastia vascona coneguda per Ximena que va governar el Regne de Navarra i els territoris bascs durant segles fins a l'arribada de la dinastia xampanyona. Fou proposada el 1977 com a bandera per a Navarra, en lloc de la bandera roja amb les cadenes, però no fou acceptada. Tot seguit, fou proposada com la bandera de Navarra (Alta i Baixa), la Comunitat Autònoma Basca i els territoris de Lapurdi i Zuberoa.